# 3 from hell
3 from Hell o en español Los 3 del Infierno es una película de terror estadounidense,escrita y dirigida por el músico Rob Zombie, parte de la trilogía La Casa de los 1000 Cuerpos y una secuela directa de The Devil's Reject.
La película se estrenó en un especial teatral de tres noches a través de Fathom Events del 16 al 18 de septiembre de 2019 y fue lanzada en formato casero en Blu-ray y DVD el 15 de octubre de 2019. Desde que ganó casi $ 2 millones, Fathom Events la volvió a estrenar el 14 de octubre de 2019. Es la última película protagonizada por Sid Haig, y está dedicada en su memoria.

## Argumento
La película se inicia exactamente donde terminó The Devils Reject, donde se nos revela que Otis, Baby y Spaulding apenas sobrevivieron ante los letales disparos de la policía de Ruggsville. Los tres asesinos son llevados inmediatamente al hospital, donde son evaluados con una recuperación de un año. La captura de la familia Firefly se vuelve una sensación en el estado de Texas, sobre todo en Ruggsville, donde mucha gente piensa que Otis, Baby y Spaulding son víctimas del injusto sistema judicial.
Los tres son condenados a pena de muerte tras los crímenes cometidos en su choza de muerte en 1977 (crimen policial que es conocido públicamente como House of 1000 corpses) y considerados culpables tras el asesinato del dúo de country Banjo y Sullivan en 1978. El 29 de abril de 1988, 10 años después de los acontecimientos de The Devils Rejects, el Capitán Spaulding es ejecutado a través de la inyección letal después de una entrevista para el noticiero local, en donde expresa que el sistema lo transformó en un monstruo. En una entrevista posterior, Otis declara lo mismo y es enviado a trabajar con los demás reos tras la espera del día de su ejecución mientras es documentado por la televisión local.
Durante el trabajo, Otis se encuentra con Rondo (el cazarrecompensas que los cazaba en el film anterior), que fue arrestado en algún tiempo posterior a The Devils Rejects y logra escapar con la ayuda de un hombre desconocido que se hace llamar el Lobo de la Media Noche. En el escape, Otis y su compañero logran acabar con la vida de los policías y los reos, incluyendo a Rondo. Más tarde los documentalistas revelan que el extraño hombre que ayudó a escapar a Otis es Winslow Foxworth Coltrane, un asesino prófugo de la ley y medio hermano de Otis que estaba siendo buscado durante mucho tiempo. Otis y Foxy se esconden durante un mes, mientras buscan la forma de sacar a Baby de la cárcel,.Mientras tanto, la comisaría declara a Baby como inestable mentalmente y se le niega la libertad condicional. Tras la negación, Baby se desquita con la comandante del reclusorio femenino y esta, como respuesta, la enjaula con dos de las criminales más peligrosas de Ruggsville, pero sin embargo es Baby quien termina asesinando a las criminales.
Otis y Foxy llegan a la ciudad y toman como rehenes a la familia y amigos del alcalde Harper, quien fue que declaró inmediatamente la ejecución de la familia Firefly, y ordenan a Harper liberar a Baby sea como sea, prometiendo no matar a todos. Esa noche, Baby comienza a tener trastornos mentales y, al día siguiente, tras la liberación de Baby, la comisaría está totalmente descontenta por la decisión de Harper y es llevada por las autoridades a la casa del alcalde, Pero en lugar de liberarlos, entre Otis, Baby y Foxy asesinan a los rehenes, donde deciden escapar al campo ya que los vecinos fueron testigos de que Baby asesinara a la esposa de Harper.
Tras escapar, en la noche llegan a un motel barato en el cual nadie los encontraría, con la idea de partir a un nuevo destino al día siguiente. Mientras tanto, Otis le dice a Foxy que está preocupado por la inquietante inestabilidad de Baby, argumentando que la prisión la ha cambiado. Al hospedarse, Otis y Foxy piensan qué podrían hacer más adelante, a lo cual Baby sugiere que vayan a México, cuya decisión toman al instante debido a que ella asesinó a un joven fuera del motel y tienen que escapar, por lo tanto los tres se marchan al sur de la frontera. Los tres fugitivos llegan a Durango, México y planean hacer una nueva vida ahí debido a que nadie los esta buscando, por lo tanto deciden hospedarse en un motel. Carlos, el dueño del motel, les da hospedaje gratuito y los invita a la fiesta del Día de Muertos esa misma noche. Otis, Foxy y Baby se toman muy bien esto aunque no les agrada el lugar, pero lo que no saben es que Carlos es un informante de Aquario, el hijo de Rondo, quien estaba buscando a los tres fugitivos para asesinarlos y vengar a su padre. Esa noche, Baby expresa su tristeza hacia Otis por la pérdida de Cutter y de los demás miembros de la familia que han muerto y que quizás no vale la pena continuar con los crímenes, pero Foxy llega y les dice que deben seguir adelante porque son el futuro, así que van a la fiesta.
Al día siguiente, Aquario llega con su ejército de asesinos enmascarados conocidos como los Satanes Negros. Baby es alertada por Sebastian, un trabajador de Carlos y ellos dos se apresuran para avisarles a los demás lo más pronto posible, Sebastian llega para salvar a Otis al mismo tiempo que Foxy, así que los dos se encargan de varios soldados de Aquario y deciden que terminarían más rápido si se dividen. En ese momento Otis se topa con Carlos y lo mata pero Aquario logra capturar a Baby y Foxy con la ayuda de dos soldados suyos, Otis aparece y reta a Aquario, pero uno de los soldados desafía a Otis a un duelo de machetes. En el duelo aparece Sebastian que libera a Foxy y Baby, pero uno de los soldados de Aquario se da cuenta y mata a Sebastian, aunque no contaba con que Foxy poseía un arma y le da un tiro certero, Otis toma ventaja y derrota a su adversario y los tres logran acorralar a Aquario para después quemarlo en un ataúd. Mientras este muere, los tres criminales toman el dinero de Carlos y su automóvil para irse a un lugar incierto en la carretera.

## Reparto
| Actor                | Personaje                 |
| -------------------- | ------------------------- |
| Sheri Moon Zombie    | Baby Firefly              |
| Bill Moseley         | Otis B. Driftwood         |
| Sid Haig             | Capitán Spaulding         |
| Jeff Daniel Phillips | Warden Virgil Harper      |
| Richard Brake        | Winslow Foxworth Coltrane |
| Danny Trejo          | Rondo                     |
| Kevin Jackson        | Gerard James              |
| Tracey A. Leigh      | Judy Harper               |
| Sylvia Jefferies     | Heather Starship Galen    |
| Emilio Rivera        | Aquarius                  |
| Richard Edson        | Carlos Perro              |
| Pancho Moler         | Sebastian                 |

## Producción y promoción
A finales del mes de octubre del año 2017, Rob Zombie declaró que tenía la intención de realizar una secuela de The Devil's Reject y estaría trabajando en un guion para la tercera parte, con la ayuda de su esposa Sheri Moon Zombie y posiblemente podría ser una tercera parte, así como una precuela que nos cuente los inicios de la familia Firefly, aunque finalmente desechó esta última idea.
La fotografía principal inició el 13 de marzo de 2018 y terminó el 10 de abril de 2018, en Sybil Brand Institute en Los Ángeles, en una prisión para mujeres desmantelada que sirvió como un lugar para el rodaje. La posproducción se pospuso cinco meses para permitir la finalización de la gira nacional de Zombie junto a Marilyn Manson, así que el proceso de edición comenzó el 11 de septiembre de 2018 y la mezcla de sonido comenzó el 15 de marzo de 2019 y se completó a finales del mes de abril.
Según Rob Zombie, Sid Haig, alias el Capitán Spaulding, originalmente iba a tener un papel más importante, pero al observar su cambio severo de salud, tuvo que editar el guion del film y descartar parte de su participación para toda la película, a pesar de que el actor quería participar en la misma. Como resultado, el guion fue reescrito para presentar al personaje de Richard Brake, alias Winslow Foxworth Coltrane, para tomar su lugar, pero sin reemplazar el papel de Sid Haig.
Rob Zombie declaró: Me di cuenta de que sí, Haig estaba en mal estado. Entonces, en ese momento estaba inquieto, así que creé al personaje Foxy para Richard Brake, porque se suponía que muchas de las escenas con Foxy eran en realidad de Spaulding, así que yo cambié las cosas para no tener que volver a reescribir. Así que lo metí y filmé", ya que Lionsgate cancelaría la película si Haig no estuviera en ella.
El teaser de la película fue exhibido en Vancouver, Canadá el 4 de agosto de 2019, en el concierto Helter Skelter. Durante el mes de septiembre, Saban Capital Group lanzó pequeños vídeos de presentación de los cuatro personajes: Capitán Spaulding, Otis B. Driftwood, Baby Firefly y Foxy Coltrane, bajo la promoción de Free the three.